# BMW F 800 R
BMW F 800 R je motocykl kategorie naked bike, vyvinutý firmou BMW, vyráběný od roku 2009.
Typickým znakem motocyklu je přední světlomet v retro stylu. Přístrojová deska má dva analogové budíky – tachometr a otáčkoměr a dále digitální ukazatel zařazeného rychlostního stupně, palivoměr a teploměr vody v motoru. Sedlo je výškově nastavitelné ve dvou polohách v rozmezí pěti centimetrů. Palivová nádrž je umístěna pod sedlem. V hliníkovém rámu je čtyřdobý řadový kapalinou chlazený dvouválec o objemu 798 cm³ se vstřikováním paliva o nejvyšším výkonu 87 koní při 8000 otáčkách za minutu a kroutivém momentu 86 Nm při 6000 otáčkách.

## Technické parametry
- Rám: hliníkový
- Suchá hmotnost: 177 kg
- Pohotovostní hmotnost: 199 kg
- Maximální rychlost: 200 km/h
- Spotřeba paliva: 4,5 l/100 km